# Juri Jewgenjewitsch Nesterow

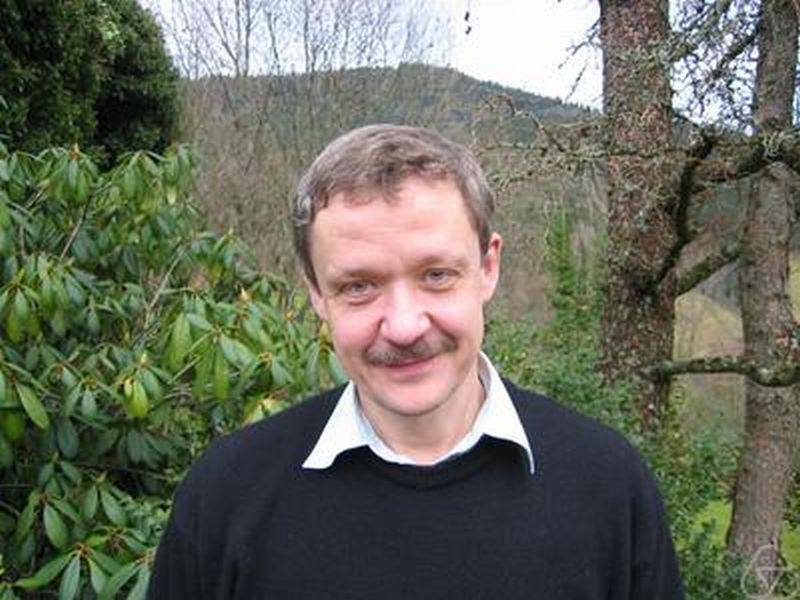
Juri Nesterow, Oberwolfach 2005

Juri Jewgenjewitsch Nesterow (* 25. Januar 1956, russisch Юрий Евгеньевич Нестеров, englische Transkription Yurii Nesterov) ist ein russischer Mathematiker, der sich mit Mathematischer Optimierung und numerischer Mathematik befasst. Er ist Professor an der Katholischen Universität Löwen und am CORE.
Nesterow wurde 1984 am Institut für Kontrolltheorie bei Boris Polyak promoviert.
1994 entwickelte er Innere-Punkte-Verfahren für die konvexe Optimierung mit Arkadi Nemirowski.
2000 erhielt er den George-B.-Dantzig-Preis (für Beiträge zur konvexen Optimierung) und 2009 den John-von-Neumann-Theorie-Preis. In der Laudatio für den von Neumann Preis wird er als weltweit führender Wissenschaftler für die Effizienz von Algorithmen in der stetigen Optimierung bezeichnet. Des Weiteren wurde sein Buch mit Nemirowski von 1994 hervorgehoben, in dem es gelang, unter Verwendung der Theorie selbst-konkordanter Funktionen Sätze über die globale Komplexität der konvexen Optimierung zu vereinheitlichen (sowohl in linearer als auch quadratischer und semidefiniter Programmierung). Von großem Gewicht waren auch seine Arbeiten mit Michael J. Todd, in denen die Theorie selbst-skalierter Kegel (self-scaled cones) entwickelt wurde, die wiederum die Theorie der Primal-Dual-Algorithmen für dieselbe Problemklasse vereinheitlichte. 2016 wurde Nesterow von der European Association for Operations Research Societies mit der EURO Gold Medal ausgezeichnet, 2022 erhielt er den Frederick-W.-Lanchester-Preis. 2021 wurde Nesterow in die Academia Europaea gewählt, 2022 in die National Academy of Sciences.

## Schriften
- Introductory lectures on convex optimization: a basic course, Kluwer 2004
- Mit Arkadi Nemirowski: Interior point polynomial algorithms in convex programming, SIAM 1994
- Smooth minimization of non-smooth functions, Mathematical Programming, Band 103, 2005, 127-152
- Mit Michael Jeremy Todd: Self-scaled barriers and interior-point methods for convex programming, Mathematics of Operations Research, Band 22, 1997, 1-42
- Mit Michael Jeremy Todd: Primal-dual interior-point methods for self-scaled cones, SIAM J. Optimization, Band 8, 1998, 324-364
- Semidefinite relaxation and nonconvex quadratic optimization, Optimization Methods and Software, Band 9, 1998, 141-160